# Wyciąg wiertniczy
Wyciąg wiertniczy – podzespół wieży wiertniczej przeznaczony do zapuszczania oraz wyciągania przewodu wiertniczego i rur okładzinowych oraz do innych prac wiertniczych.
Składa się z bębna linowego, lin, napędu i układu hamulcowego.